# الجيش الشعبي الكوري
الجيش الشعبي الكوري (هانغل: 조선인민군) ، هو جيش كوريا الشمالية، والجناح المسلح لحزب العمال الكوري (WPK). ويتكون من خمسة فروع: القوات البرية، والقوات البحرية، والقوات الجوية، والقوة الاستراتيجية، وقوات العمليات الخاصة. ويخضع الجيش لقيادة اللجنة العسكرية المركزية لحزب العمال الكوري، والتي يرأسها الأمين العام لحزب العمال الكوري، ورئيس شؤون الدولة؛ ويرأس كلا المنصبين حاليًا كيم جونغ أون القائد الأعلى للجيش الشعبي الكوري.
يعتبر الجيش الشعبي الكوري أن خصومه الأساسيين هم القوات المسلحة الكورية الجنوبية وقوات الولايات المتحدة في كوريا، عبر المنطقة الكورية منزوعة السلاح، كما كان الحال منذ اتفاقية الهدنة في يوليو 1953. اعتبارًا من عام 2021، أصبح ثاني أكبر منظمة عسكرية في العالم، حيث يخدم 29.9٪ من سكان كوريا الشمالية بنشاط، في الاحتياط أو بصفة شبه عسكرية. وتقول منظمة الأبحاث الأمريكية أن كوريا الشمالية قد يكون لها ثلاثة رؤوس صواريخ نووية أو أكثر، ويذكر أن الجيش الكوري الشمالي قد تحصل علي تصريح من القيادات العليا لقصف الولايات المتحدة الأمريكية نووياً لكنه لم يهجم إلى اليوم.[بحاجة لمصدر]

## القدرات العسكرية

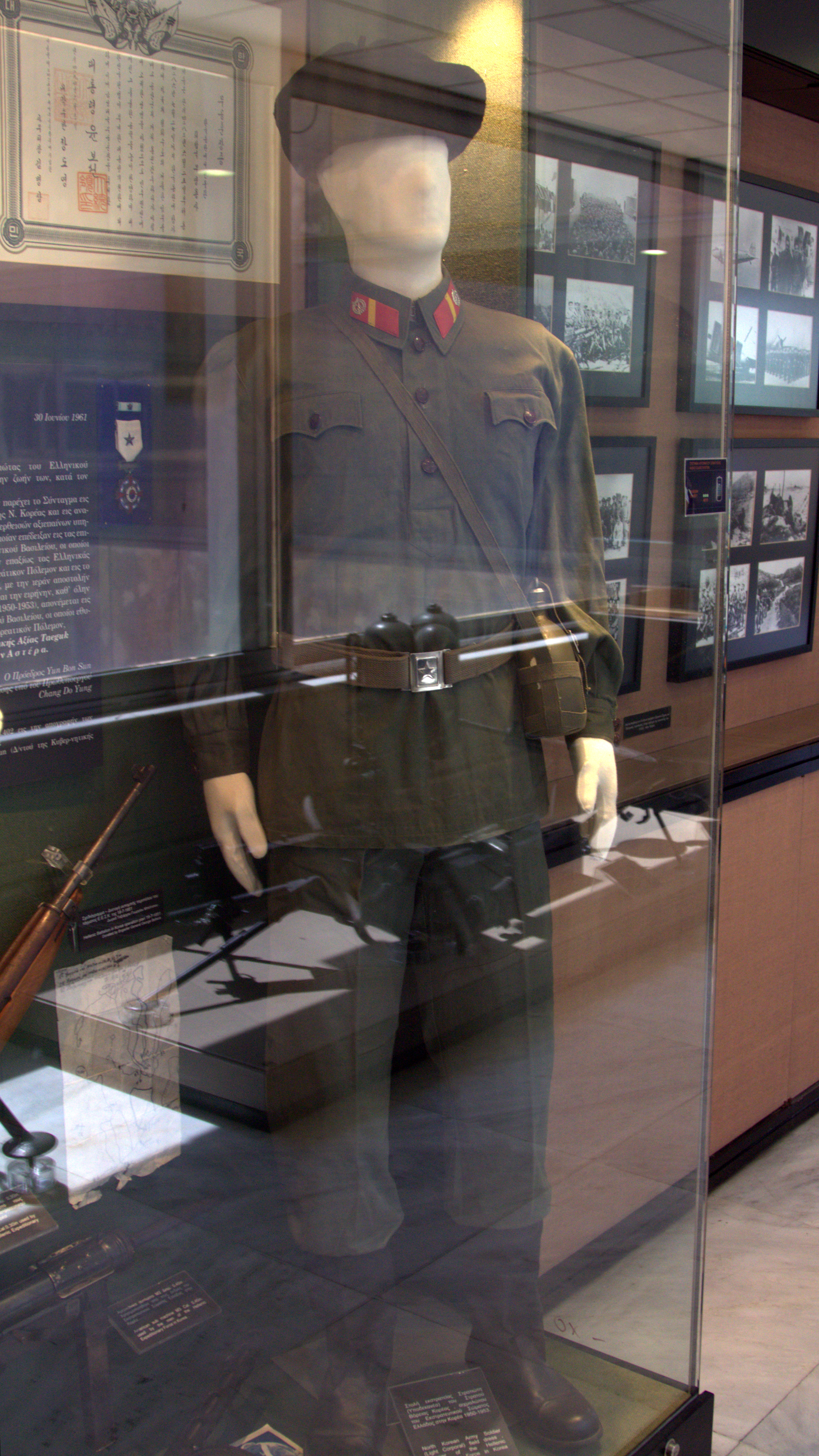
الزي العسكري الكوري الشمالي في معرض الجيش

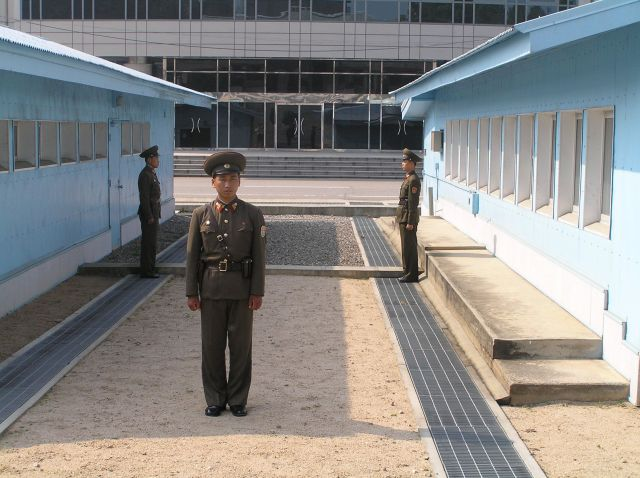
جنود كوريا الشمالية على الحدود

تمتلك كوريا الشمالية جيشا قوامه 1.2 مليون جندي، بالإضافة إلى 4.5 ملايين جندي في قوات الاحتياط، بينما تبلغ قيمة النفقات العسكرية السنوية 3.5 مليارات دولار، وهي تمثل نحو 25% من ميزانية الدولة، ويعتبر الجيش الكوري الشمالي رابع أكبر جيش في العالم من حيث عدد الجنود، ويتقلد الزعيم كيم جونغ أون منصب القائد الأعلى للجيش ورئيس لجنة الدفاع الوطني، ورغم العقوبات الدولية والتهديدات الأميركية تواصل بيونغ يانغ إجراء التجارب النووية، والسعي إلى تطوير صاروخ بالستي عابر للقارات، ففي عام 2016 ضاعفت عمليات إطلاق الصواريخ، وقامت لأول مرة بتجربتين نوويتين في عام واحد، وذلك منذ إطلاق تجربتها النووية الأولى عام 2006.

## وحدات الجيش

### القوات البرية

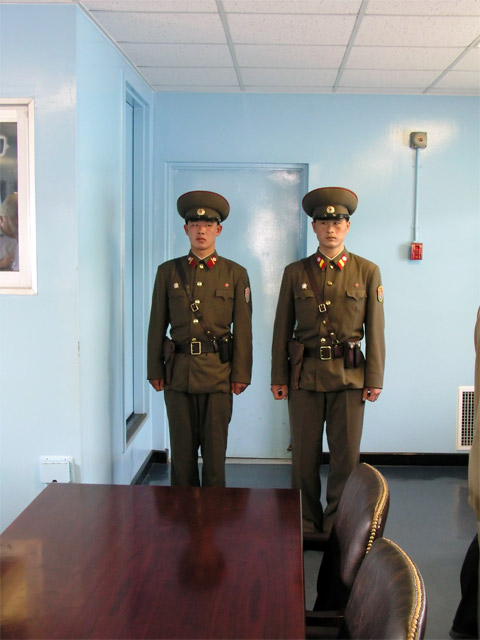
جنود كوريا الشمالية

تعتبر الأكبر بين وحدات الجيش من حيث العدد، لكنها مجهزة بأسلحة تقليدية صغيرة وقديمة تعود إلى الحقبة السوفياتية.

### القوات الجوية
لدى سلاح الجو الكوري الشمالي 1500 طائرة مقاتلة يعود معظمها إلى سبعينيات القرن الماضي، جميع الطائرات صينية وروسية الصنع، وأبرزها «سوخوي سو-25»، «ميل مي-26» و«ميغ 29» التي بنيت في السنوات الأخيرة من عمر الاتحاد السوفياتي.

### القوات البحرية
تعتبر أصغر الوحدات العسكرية، لكن بيونغ يانغ تمتلك أسطول غواصات يعتبر أكبر سلاح غواصات في العالم من حيث العدد، إذ يبلغ عددها (100) مئة غواصة، وعلى الرغم من صغر حجم تلك الغواصات فإنها بالغة الخطورة، فبإمكان بعضها حمل صواريخ بالستية بمدى يصل إلى 1300 كلم، كما باستطاعتها أن تحمل رؤوسا نووية، وفي مايو/أيار 2015 أعلنت بيونغ يانغ أنها اختبرت إطلاق صاروخ بالستي من غواصة.

### قوات المدفعية والعمليات الخاصة
تعتبر واحدة من أكثر الوحدات تهديدا في ترسانة كوريا الشمالية العسكرية، وتضم نحو 350 مدفعا من مدافع كوكسان عيار 170 ملم، بالإضافة إلى مئتي قاذفة للصواريخ المتعددة عيار 240 ملم، كما تضم 95 مدفعا ضخما.

### الجيش الإلكتروني
يعتبر أحد أقوى الجيوش الإلكترونية في العالم، وكانت بيونغ يانغ قد شنت هجوما إلكترونيا على الولايات المتحدة في نهاية عام 2014، وقد تمكنت بفضل تلك الهجمات في الكشف عن معلومات عسكرية لصالحها.

### الترسانة النووية
تملك كوريا الشمالية قدرات نووية كبيرة، وتعتقد أجهزة الاستخبارات في واشنطن وسول أن لدى بيونغ يانغ ما بين 10 و 16 سلاحا نوويا، وأكثر من ألف صاروخ. بالستي مختلفة المدى.

### الأسلحة الكيميائية
لدى بيونغ يانغ مخزون هائل من الأسلحة الكيميائية، وقد هددت باستخدامه في أكثر من مرة ضد سول، ويعتبر ثالث مخزون من الأسلحة الكيميائية على مستوى العالم.

### القنابل الإشعاعية
لم تفصح بيونغ يانغ عن حجم القنابل الإشعاعية التي تمتلكها، لكنها أعلنت في يناير/كانون الثاني 2016 عن نجاحها في إجراء تجربة لقنبلة هيدروجينية.

### الصواريخ العابرة للقارات

صواريخ بالستية هواسونغ 10 في عرض عسكري سنة 2010 ظهر به الزعيم السابق جونغ أل والحالي كيم جونغ أون

رغم أن الحد الأدنى لمدى الصواريخ العابرة للقارات هو نحو 5500 كيلومتر فإن بيونغ يانغ تسعى إلى تطوير هذا النوع من الصواريخ بحيث يكون بعضها قادرا على قطع مسافة تصل إلى عشرة آلاف كيلومتر أو أكثر.
=== مادة ليثيوم-6 ==]
كشفت الأمم المتحدة أن كوريا الشمالية حاولت بيع مادة ليثيوم-6 التي تستخدم في صناعة التريتيوم ووقود القنابل الهيدروجينية، مما يعني أن بيونغ يانغ لديها وفرة من هذه المادة.
كما أعلنت كوريا الشمالية عن تطوير صواريخ ذات محركات تعمل بالوقود الصلب، ويمكن أن تبقى محفوظة حتى موعد إطلاقها.

### الصواريخ البالستية
طورت بيونغ يانغ صواريخ «سكود» وصنعت صواريخ «نودونغ» و«تايبو دونغ 1» و«تايبو دونغ 2» وصاروخ موسودان، وبعض هذه الصواريخ لم تجرب عمليا، في حين البعض الآخر خضع لاختبارات فاشلة.
- تايبو دونغ-1: صاروخ بالستي متوسط المدى تم تطويره محليا بتعاون من الصين، يستخدم في إطلاق الأقمار الصناعية بخلاف النسخة الحربية البالغ مداها 2500 كلم والقادرة على حمل رأس نووي، يبلغ وزنه مئتي كيلوغرام، يتم توجيهه بالقصور الذاتي، ويمكن دمج نظام توجيه بالأقمار الصناعية.
- تايبو دونغ-2: صاروخ بالستي عابر للقارات، وهو النسخة الأحدث من صاروخ تايبو دونغ 1، يتوقع أن يصل مداه إلى ثمانية آلاف كيلومتر، وهو قادر على حمل رؤوس نووية، يبلغ وزنه خمسمئة كيلوغرام، وتشير تقارير إلى إمكانية وصول مداه إلى عشرة آلاف كيلومتر.
- موسودان بي أم 25: صاروخ بالستي متوسط المدى، يبلغ وزنه خمسمئة كيلوغرام، ويصل مداه إلى أربعة آلاف كيلومتر.
- هواسونغ-7: صاروخ بالستي قصير المدى، وهو مستنسخ من صواريخ سكود- دي الروسية، يبلغ وزنه ثلاثمئة كيلوغرام، ويصل مداه إلى ثمانمئة كيلومتر، يستطيع حمل رؤوس حربية تقليدية أو كيميائية أو عنقودية.
- نو دونغ-1: صاروخ بالستي متوسط المدى يعمل بالوقود السائل، يبلغ وزنه ثمانمئة كيلوغرام، ويصل مداه إلى 1300 كلم، يتم توجبه بالقصور الذاتي، تم إطلاق بضعة صواريخ منه في اختبارات الصواريخ الكورية الشمالية عام 2006.
- توشكا 02: صاروخ بالستي قصير المدى، يبلغ وزنه 485 كيلوغراما، يبلغ مداه من 140-160 كيلومترا، تم تصنيعه محليا، يستطيع حمل رأس حربي تقليدي أو كيميائي أو عنقودي، يتم توجيهه بالقصور الذاتي، مع وجود نظام تصحيح كهروبصري في المرحلة الأخيرة.

---
🛰️ أولًا: الصواريخ الباليستية قصيرة ومتوسطة المدى (SRBM / MRBM)
1. KN-02 Toksa (محدث بعد 2010)
النوع: صاروخ باليستي قصير المدى.
المدى: ~120-170 كم.
الوصف: نسخة مطورة من الصاروخ السوفيتي OTR-21 Tochka، دقيقة التوجيه نسبيًا.
---
2. KN-23
الظهور الأول: 2019.
النوع: صاروخ باليستي تكتيكي (SRBM)، يشبه Iskander الروسي.
المدى: 400–700 كم.
الخصائص:
إطلاق من منصات متحركة.
مسار طيران منخفض ومرن (quasi-ballistic).
يمكنه حمل رؤوس نووية أو تقليدية.
يُظهر قدرة على تجاوز الدفاعات الجوية.

---
3. KN-24
الظهور الأول: 2019.
النوع: صاروخ باليستي قصير المدى.
المدى: 400–500 كم.
الخصائص:
يشبه نظام MGM-140 ATACMS الأمريكي.
دقة عالية وضربات سريعة.
يستخدم في ضرب أهداف عسكرية تكتيكية.

---
4. KN-25
الظهور الأول: 2019–2020.
النوع: راجمة صواريخ فائقة الحجم أو SRBM.
المدى: 380–400 كم.
الخصائص:
يُطلق من راجمة متعددة الفوهات (أربع قاذفات على مركبة واحدة).
دقة جيدة، ويُصنف أحيانًا كصاروخ باليستي.

---
🚀 ثانيًا: الصواريخ المتوسطة والبعيدة المدى (MRBM/IRBM)
5. Hwasong-10 (Musudan)
الظهور الأول: 2016.
النوع: صاروخ باليستي متوسط إلى بعيد المدى.
المدى: 2,500–4,000 كم.
الوصف: فشل في عدة تجارب قبل نجاحه؛ قادر نظريًا على ضرب جزيرة غوام.
---
6. Hwasong-12
الظهور الأول: 2017.
النوع: صاروخ باليستي متوسط إلى بعيد المدى (IRBM).
المدى: ~4,500 كم.
الخصائص:
قادر على الوصول إلى القواعد الأمريكية في المحيط الهادئ.
استخدم في اختراق الغلاف الجوي خلال تجارب حقيقية.

---
🌐 ثالثًا: الصواريخ العابرة للقارات (ICBM)
7. Hwasong-14
الظهور الأول: يوليو 2017.
النوع: صاروخ باليستي عابر للقارات (ICBM).
المدى: ~10,000–11,000 كم.
الخصائص:
أول ICBM حقيقي لكوريا الشمالية.
قادر نظريًا على الوصول إلى ألاسكا وأجزاء من الولايات المتحدة.

---
8. Hwasong-15
الظهور الأول: نوفمبر 2017.
المدى: >13,000 كم.
الخصائص:
أكبر وأكثر تطورًا من Hwasong-14.
قادر على ضرب معظم أراضي الولايات المتحدة القارية.

---
9. Hwasong-17
الظهور الأول: 2022.
النوع: ICBM فائق الحجم (Super-heavy ICBM).
المدى: >15,000 كم (تقديري).
الخصائص:
يحمل رؤوسًا نووية متعددة (MIRV محتمل).
يُعد من أكبر الصواريخ الباليستية المتنقلة عالميًا.

---
10. Hwasong-18
الظهور الأول: 2023.
النوع: أول ICBM يعمل بالوقود الصلب في كوريا الشمالية.
المدى: >10,000 كم.
الخصائص:
وقود صلب يعني استجابة أسرع وإخفاء أسهل.
تطور كبير في القدرة الهجومية النووية.

---
✈️ رابعًا: صواريخ كروز
11. Unnamed Long-Range Cruise Missile
الظهور الأول: سبتمبر 2021.
المدى: ~1,500 كم.
الوصف:
يُطلق من الأرض.
مسار طيران منخفض وصعب الاكتشاف.
مصمم لتجاوز الدفاعات الجوية.

---
12. Submarine-Launched Cruise Missile (SLCM)
الظهور الأول: 2023.
الوصف:
يُطلق من غواصات أو منصات تحت الماء.
يعكس نية كوريا الشمالية تطوير قدرة نووية بحرية.

---
🛳️ خامسًا: الصواريخ الباليستية المطلقة من الغواصات (SLBM)
13. Pukguksong-1 (KN-11)
الظهور الأول: 2016.
المدى: ~1,200 كم.
الوصف: أول SLBM كوري شمالي يُطلق من غواصة.
---
14. Pukguksong-3
الظهور الأول: 2019.
المدى: 1,900 كم (تقريبي).
الوصف: إطلاق ناجح من تحت الماء؛ يشير إلى تقدم في التقنية البحرية.
---
15. Pukguksong-4 و Pukguksong-5
كُشف عنها: 2020–2021 في عروض عسكرية.
الخصائص: لم يتم اختبارها بعد علنًا، لكن تصميمها يوحي بمدى أطول وقدرة نووية بحرية.
---
🔬 سادسًا: مشاريع جديدة قيد التطوير أو الغموض
16. Hypersonic Missiles (صواريخ أسرع من الصوت)
الظهور الأول: 2021–2022.
الأسماء: Hwasong-8 وغيرها.
الوصف:
صواريخ بمناورة عالية وسرعة تفوق 5 ماخ.
تهدف لتجاوز الدفاعات الصاروخية.

---
📌 الخلاصة:
كوريا الشمالية منذ 2010 تحولت من دولة ذات قدرة صاروخية تقليدية إلى قوة نووية متقدمة، مع تطوير صواريخ بالوقود الصلب، غواصات نووية، وصواريخ فرط صوتية، وICBMs تستطيع ضرب الولايات المتحدة، وهو ما يثير قلقًا عالميًا.

## التجارب النووية

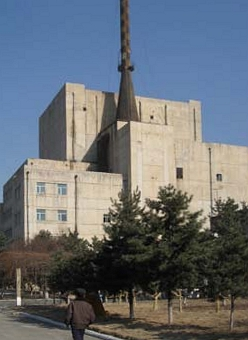
المفاعل النووي يونڨبون الكوري الشمالي

أكتوبر/تشرين الأول 2006: أجرت كوريا الشمالية أول تجربة نووية لها.
مايو/أيار 2009: أعلنت عن إجراء اختبارها النووي الثاني تحت الأرض، وجاء ذلك بعد شهر من المحادثات الدولية بشأن برنامج كوريا الشمالية النووي.
فبراير/شباط 2013: قامت بها بيونغ يانغ بثالث تجربة نووية لها تحت الأرض.
مايو/أيار 2015: قامت برابع تجربة نووية بعد إعادة تشغيل المفاعل النووي في يونغ بيون، حيث قامت باختبار إطلاق صاروخ من غواصة.
سبتمبر/أيلول 2016: فاجأت كوريا الشمالية العالم بإجراء خامس تجربة نووية لها، اعتبرتها جارتها الجنوبية الأقوى.

## التجربة الهيدروجينية
أعلنت كوريا الشمالية في يناير/كانون الثاني 2016 أنها أجرت بنجاح أول تجربة لقنبلة هيدروجينية بإمكانياتها الذاتية، وباستخدام تقنياتها المحلية فقط، وأعلن جهاز المخابرات الكوري الجنوبي أن قوة التفجير النووي الكوري الشمالي بلغت 6.0 كيلوطن.

## المنشآت الصاروخية
تمتلك كوريا الشمالية العديد من المنشآت الصاروخية هي منشأة موسودان ري، وتقع على الساحل الشرقي للبلاد جنوب مقاطعة هامغ يونغ الشمالية، وكانت المنطقة تعرف سابقا باسم تايبو دونغ، ومنها أخذت صواريخ تايبو دونغ اسمها.
وهناك منشأة : كيتا إيرونغ'، وتقع بمقاطعة كانجوان على الحدود مع كوريا الجنوبية وتستخدم لحساب قاذفات الصواريخ قصيرة ومتوسطة المدى، ومنشأة كالجول-دونغ الواقعة بمقاطعة تشاجانغ بالشمال مع الحدود مع الصين.
يضاف إليها منشأة كوسونغ بمقاطعة بيونجان الشمالية على الحدود مع الصين وتحتوي على صواريخ نو دونغ متوسطة المدى، ومنشأة أوكب يونغ-دونغ بمقاطعة كانج ون بالجنوب على الحدود مع كوريا الجنوبية ومنشأة بوندونج ري التي تعتبر أكبر المنشآت وتقع بالشمال على الساحل الغربي، وهي أكثر حداثة وتستخدم قاعدة لإطلاق الأقمار الصناعية.
وتوجد منشآت صاروخية أخرى ولكنها أصغر حجما وتقع في مناطق متفرقة، وتعمل منصات مخصصة لخدمة قاذفات الصواريخ المتحركة.

## وصلات خارجية
- الجيش الكوري الشمالي يحدد الأهداف الأميركية التي سيقصفها